# Siryn
Siryn, il cui vero nome è Theresa Rourke-Cassidy, è un personaggio dei fumetti, creato da Chris Claremont (testi) e Steve Leialoha (disegni), pubblicato dalla Marvel Comics. Apparsa per la prima volta sulle pagine di Spider-Woman (vol. 1) n. 37 (aprile 1981), Theresa è la figlia dell'X-Man Banshee che, cresciuta dallo zio Black Tom, lo abbandonò per unirsi ad X-Force. Recentemente è entrata a far parte della X-Factor Investigations, agenzia investigativa mutante.

## Biografia del personaggio

### Origini
Nata quando il padre si trovava lontano per lavoro al soldo dell'Interpol, Theresa non conobbe mai la madre, uccisa durante uno degli attentati dell'IRA. Non avendo modo di contattare Sean, Tom si prese cura della piccola Theresa, fino a quando tornato in Irlanda anni dopo, l'uomo non apprese della morte della moglie e sfogò la propria ira contro il cugino, riuscendo con il proprio potere sonico a rompergli entrambe le gambe e non dandogli modo di rivelare l'esistenza della figlia. Dopo la convalescenza, nella quale giurò di vendicarsi del cugino, Tom, assieme al Fenomeno e Theresa, adesso sua complice con il nome di Siryn, si scontrò con la Donna Ragno ed alcuni X-Men. La lotta si risolse con la sua temporanea cattura, e fu durante questo periodo che scrisse una lettera di redenzione al cugino nella quale gli rivelava l'esistenza della figlia. Gli X-Men partirono così alla volta di Cassidy Keep, dove recuperarono Theresa e portatala allo Xavier Institute la fecero riunire al padre.

### Isola Muir
Ricongiuntasi col padre, Theresa decise tuttavia di spostarsi sull'isola di Muir, base e laboratorio di ricerca della dottoressa Moira MacTaggert, storica alleata di Xavier. Qui, cominciò una relazione sentimentale con l'Uomo Multiplo, terminata una volta scoperto che questi altri non era se non un suo doppio. I due si recarono a New York, dove aiutarono i Nuovi Mutanti nella ricerca di Sunspot e Warlock, fuggiti dallo Xavier Institute.

### X-Force
Dopo che il Re delle Ombre sconvolse la vita degli X-Men sull'isola Muir, Siryn decise di abbandonare quella che considerava come una seconda casa, e divenne uno dei membri fondatori, nonché comandante-sul-campo, di X-Force. Durante questo periodo sviluppò una forte ed ambigua amicizia con il compagno di squadra Warpath, il quale provava una forte attrazione verso di lei, non ricambiata; ciononostante fu grazie al suo aiuto che Siryn smise di affogare nell'alcool il trauma di essere stata posseduta dal Re e costretta a fare cose di cui non si credeva capace. Successivamente, cominciò a flirtare con il mercenario Deadpool e, fra i due la passione sbocciò mentre erano impegnati in una missione contro Black Tom e il Fenomeno. Banshee l'avvertì che il mercenarion altri non era se non un pazzo ed un assassino, ma Siryn non volle sentir ragioni e continuò la relazione per nulla infastidita dalla pelle butterata del compagno o dal suo passato criminale, ma anzi confortata che un tipo come lui vegliasse su di lei, e col passare del tempo divenne la voce della ragione e della sanità mentale di un sempre più confuso Deadpool. I due presero strade diverse quando Siryn, occupata dai suoi doveri in X-Force, decise di troncare, promettendogli però che sarebbero sempre rimasti amici. Durante il suo periodo in X-Force, si confrontò con molti avversari come, gli dei di Asgard, Onslaught, il guro dei media interdimensionali Mojo, e lo S.H.I.E.L.D.. Come il padre soffrì di alcolismo e riuscì a venirne fuori, tanto che nella serie X-Factor, la si vede condurre uno stile di vita molto casto e sobrio. Divenuta un membro fondamentale del team, fu costretta ad abbandonare la squadra quando la compagna Feral, mostrò la sua vera indole malvagia e le ferì la gola, recidendole le corde vocali e lasciandola temporaneamente muta e priva di poteri.

### X-Corporation
Grazie all'aiuto di Deadpool, che rubò campioni di sangue a Wolverine, guarì e ritornò in possesso dei propri poteri sonici. Quindi si unì alla filiale francese di X-Corporation, dove ritrovò alcuni vecchi compagni di squadra come Cannonball, Rictor e Uomo Multiplo, e fece nuove conoscenze, fra queste la mutante algerina M ed assistette alla morte di Stella Nera per mano di Weapon XII nell'Eurotunnel.

### X-Factor Investigations
Come membro dell'agenzia investigativa X-Factor, il ruolo di Theresa nelle loro prime missioni non fu molto importante. Tempo dopo, fu picchiata violentemente da uno sconosciuto e svenne, risvegliandosi in un teatro abbandonato alla mercé di un ex-mutante desideroso di sapere la verità sulle cause della decimazione. Percossa e minacciata varie volte fu soccorsa dall'amico Rictor e, dopo la guarigione, divenne protagonista del triangolo amoroso fra lei, Jamie e Monet. Tutto ciò avvenne dopo una sbronza a seguito della presa di posizione contro l'Atto di Registrazione dei Superumani avanzato da Tony Stark nel corso della guerra civile.
Ubriaco, Madrox andò a letto sia con Theresa che con Monet. Dopo le spiegazioni, le due donne rinunciarono a parlare con Jamie per un periodo e nel corso di una visita riconciliatrice a Parigi portarono negli Stati Uniti una cittadina francese scampata al rogo del suo palazzo ad opera di un gruppo anti-mutanti. La ragazza si rivelò, più tardi, essere un sofisticato cyborg agli ordini dell'Isolazionista, individuo in grado di percepire tutte le menti mutanti presenti sul pianeta, e che infastidito da ciò tentò senza successo, di uccidere tutti i mutanti a cominciare da X-Factor.

### World War Hulk
Siryn, assieme ai compagni di X-Factor, risponde alla chiamata delle Naiadi di Stepford per contrastare l'attacco di Hulk alla X-Mansion.

### Messiah Complex
Durante il crossover Messiah Complex, Theresa corse in aiuto del mutante Peepers solo per ritrovarne gli avanzi scartati dal Predatore X. Con lo svolgersi degli eventi giunse ad Eagle Plaza, luogo in cui Jamie era caduto in coma ed assistette al suo risveglio e prese infine parte allo scontro con i Marauders di Sinistro, per vedere Alfiere sparare a Xavier e quindi assistere alla decisione di Ciclope di smantellare gli X-Men.

### Divisi resistiamo
Tornata a Mutant Town, Theresa confessò al proprio parroco di essere incinta di Jamie e quando tentò di rivelare all'uomo il suo stato, l'intera zona venne trasformata dal malvagio Arcade nella sua personale area di gioco, con tanto di trappole mortali e cariche esplosive che saltarono in aria non appena il cuore del purificatore responsabile di tale macchinazione si fermò. Assieme ai compagni di squadra, Siryn riuscì a porre sotto controllo la situazione e, rivelato il proprio stato a Jamie, il gruppo decise di rifiutare entrambe le proposte di Valerie Cooper, lasciando Mutant Town per stabilirsi nella nuova sede di Detroit.

## Poteri e abilità
Come il padre, anche la mutazione di Siryn consiste nell'emissione di onde d'urto sonore capaci di distruggere qualsiasi ostacolo si trovi sulla loro strada. Possiede anche un ottimo udito e riesce a volare tramite l'emissione di onde sonore. Può anche modulare la propria voce in modo da far innamorare di lei chiunque l'ascolti (senza distinzione di sesso) e di far eseguire il proprio volere, come le mitiche sirene.

## Altri media

### Cinema
Nella serie di film X-Men, Siryn è interpretata da Shauna Kain. Compare in:
- X-Men 2 (2003)

- X-Men - Conflitto finale (2006)